# 데이타솔루션
데이타솔루션(Datasolution Inc.)은 대한민국의 기업이다. 본사는 서울시 강남구 언주로 620, 10층(논현동, 현대인디일렉스)에 위치해 있으며 대표이사는 배복태, 정교중이다.

## 상장
2017년 8월 3일에 공모가 3,300원에 코스닥 시장에 상장하였다.

## 같이 보기
- SPSS

## 참고문헌
1. ↑  김창현, 한국IR협의회 기술분석보고서-데이타솔루션, 2020.08.20.[깨진 링크(과거 내용 찾기)]
2. ↑  데이타솔루션, 인공지능 경량화 솔루션 기업 클리카와 엔터프라이즈 AI 사업 본격 진출, 아이타임즈, 2023년 9월 1일
3. ↑  데이타솔루션, 델 인프라스트럭처 기반 데이터 가상화, ET뉴스, 2023년 10월 17일
4. ↑  데이타솔루션 상한가 외...재무 상태는?, 아이투자, 2022년 10월 17일